# Pseudomasoreus
Pseudomasoreus es un género de coleópteros adéfagos de la familia Carabidae. Sus especies se distribuyen por la mitad sur de Europa y por África.

## Especies
Se reconocen las siguientes:
- Pseudomasoreus balli Basilewsky, 1984
- Pseudomasoreus basilewskyi (Ball & Hilchie, 1983)
- Pseudomasoreus canigoulensis Fairmaire & Laboulbene, 1854
- Pseudomasoreus capicola Basilewsky, 1954
- Pseudomasoreus catalai Jeannel, 1949
- Pseudomasoreus decorsei Jeannel, 1941
- Pseudomasoreus descarpentriesi Mateu, 1980
- Pseudomasoreus deuvei Casale, 1998
- Pseudomasoreus hereai Mateu, 1980
- Pseudomasoreus inopinatus Jeannel, 1941
- Pseudomasoreus jocqueli Basilewsky, 1984
- Pseudomasoreus kilimanus Basilewsky, 1962
- Pseudomasoreus madecassus Mateu, 1970
- Pseudomasoreus mantasoanus Mateu, 1980
- Pseudomasoreus mateui (Ball & Hilchie, 1983)
- Pseudomasoreus meridionalis Jeannel, 1955
- Pseudomasoreus pauliani Basilewsky, 1953
- Pseudomasoreus reticulatus (Ball & Hilchie, 1983)
- Pseudomasoreus thoracicus (Ball & Hilchie, 1983)
- Pseudomasoreus uluguruanus Basilewsky, 1962